# Pleuvezain
Pleuvezain település Franciaországban, Vosges megyében. Lakosainak száma 72 fő (2022. január 1.). Pleuvezain Rainville, Soncourt és Vicherey községekkel határos.

## Népesség
A település népességének változása:
| Lakosok száma | 80   | 78   | 79   | 76   | 79   | 78   | 76   | 74   | 72   |
|               | 2013 | 2015 | 2016 | 2017 | 2018 | 2019 | 2020 | 2021 | 2022 |